# Grzyb (Diable Skały)
Grzyb – skała w rezerwacie przyrody Diable Skały. Rezerwat znajduje się w szczytowych partiach wzniesienia Bukowiec (530 m), we wsi Bukowiec, w województwie małopolskim, w powiecie nowosądeckim, w gminie Korzenna. Pod względem geograficznym jest to obszar Pogórza Rożnowskiego, będący częścią Pogórza Środkowobeskidzkiego.
Grzyb znajduje się w południowej części rezerwatu, przy ścieżce edukacyjnej prowadzącej terenem rezerwatu. Ma formę grzyba skalnego z oknem skalnym. Zbudowany jest z gruboławicowych piaskowców ciężkowickich z domieszkami pstrych łupków. Znajduje się w nim Schronisko w Grzybku.

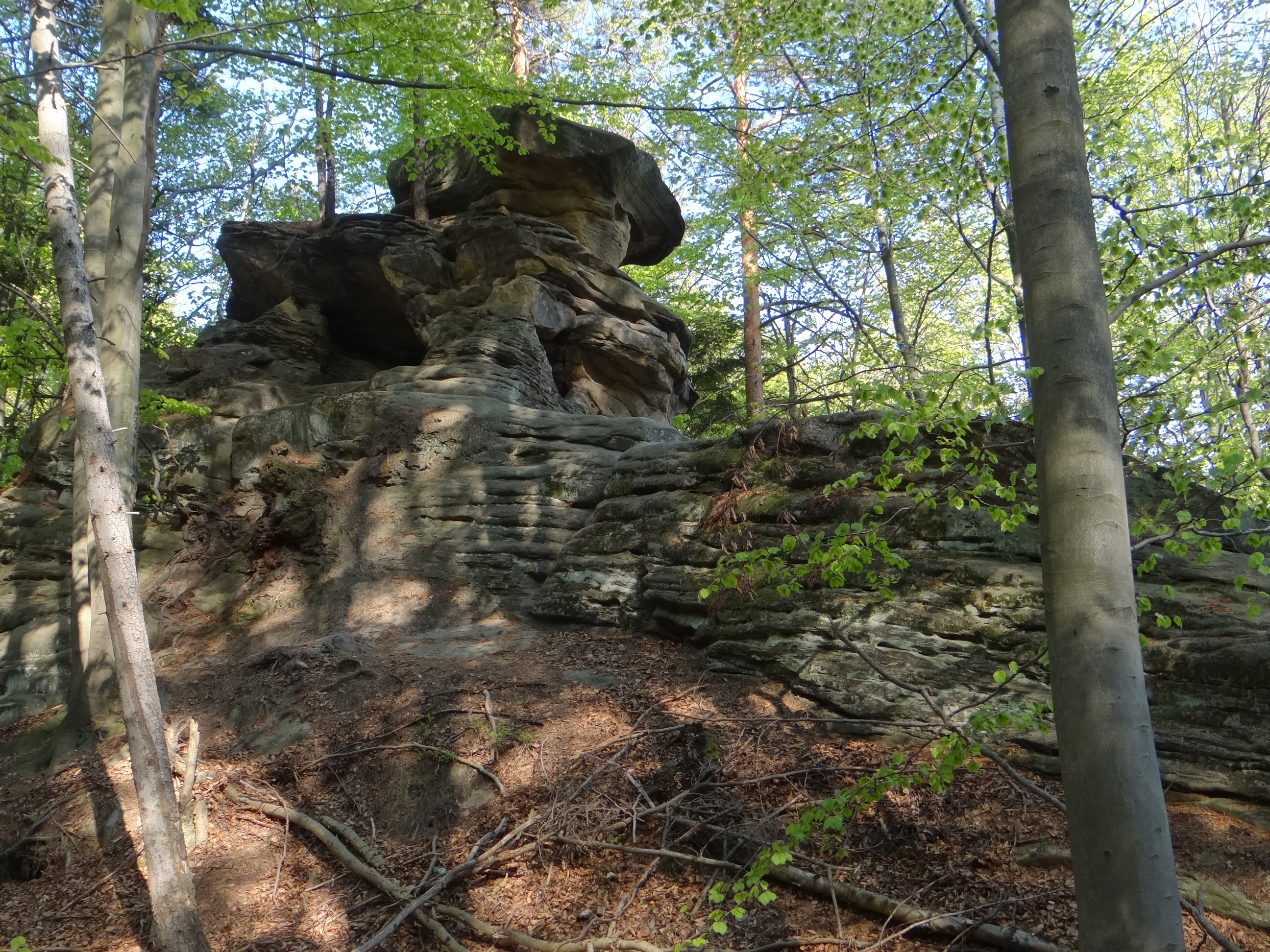
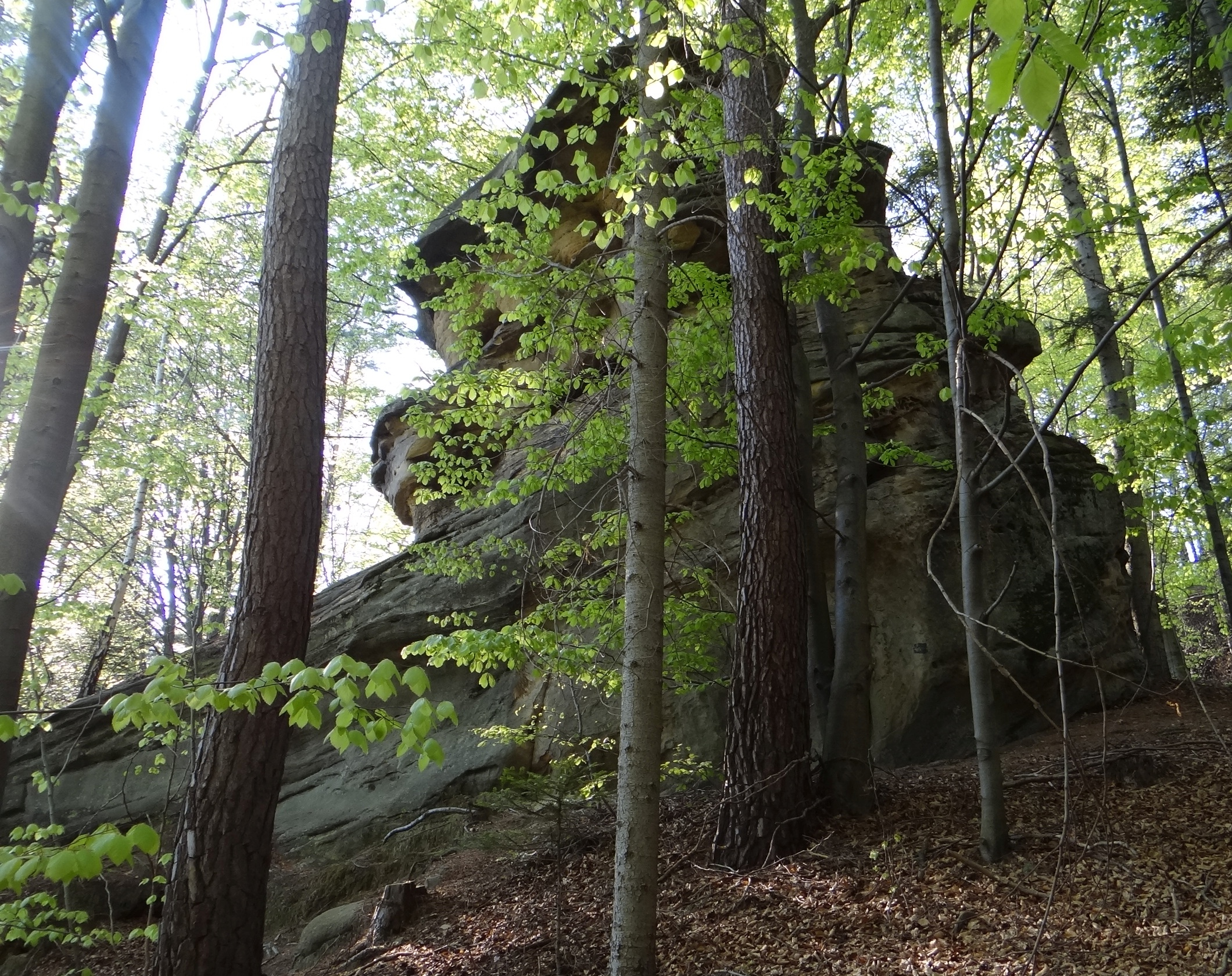
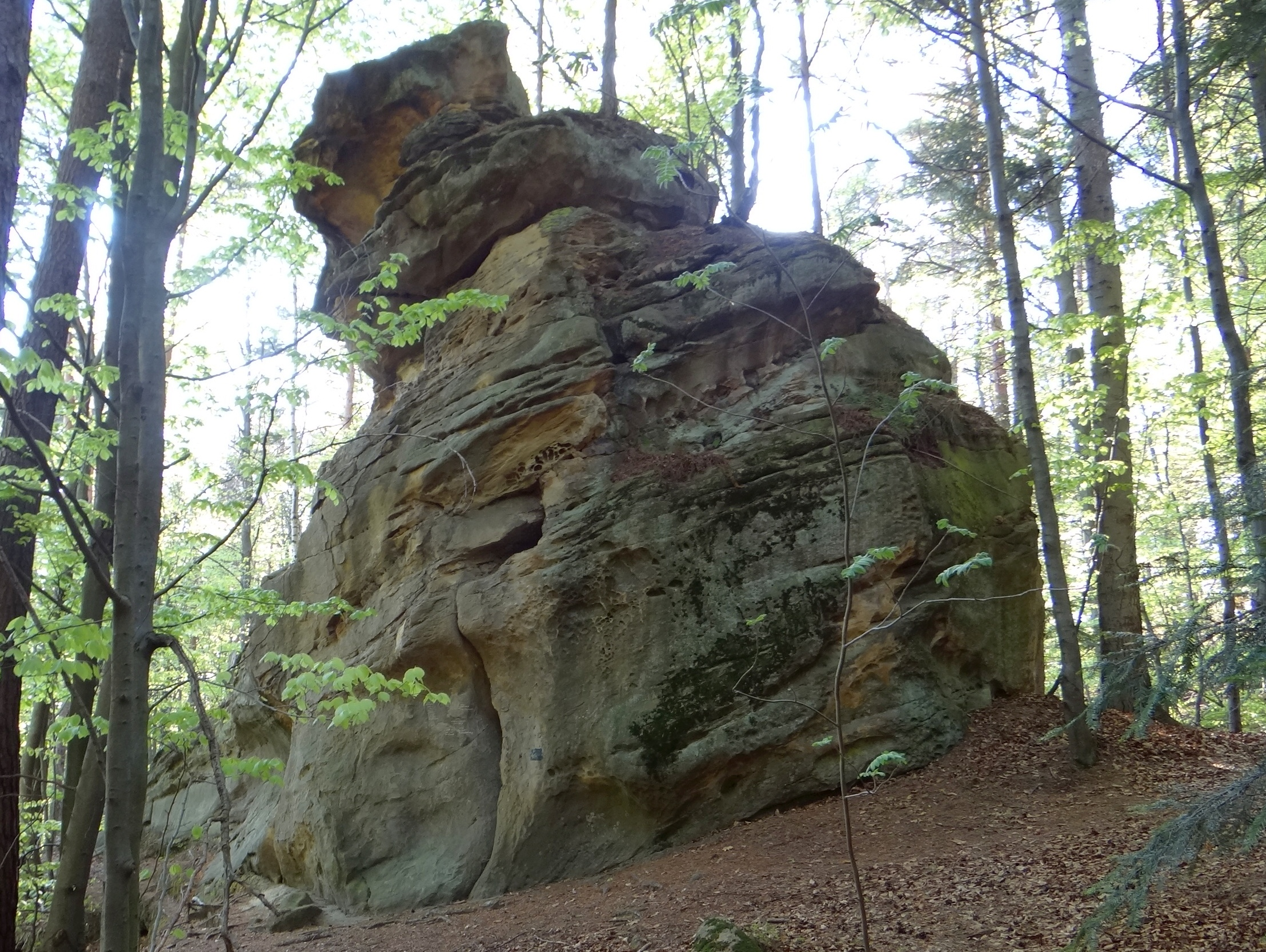